# Tapinoma minutissimum
Tapinoma minutissimum este o specie dispărută în Oligocen de furnică din genul Tapinoma. Descrisă de Emery în 1891, exemplare din specie au fost găsite în chihlimbar sicilian, de unde a fost descris un mascul fosilizat din specie.